# 烏蘭巴托野馬
烏蘭巴托野馬為蒙古職業籃球隊，在蒙古當地以Khasin Khuleguud（直译：「Khuleguud Knights」）名稱為人所知，2024年在蒙古籃球聯賽總決賽中以4比1擊敗比什雷爾特金屬，之後參與了2024年亞洲籃球冠軍聯賽資格賽。

## 外部連結
- 烏蘭巴托野馬的Instagram帳戶